# Gare de Chatham (Ontario)
La  gare de Chatham est une gare ferroviaire canadienne situé à proximité du centre ville de Chatham-Kent, dans la province de l'Ontario. 
Gare de Via Rail Canada, elle est desservie par des trains intercités.

## Histoire et patrimoine ferroviaire

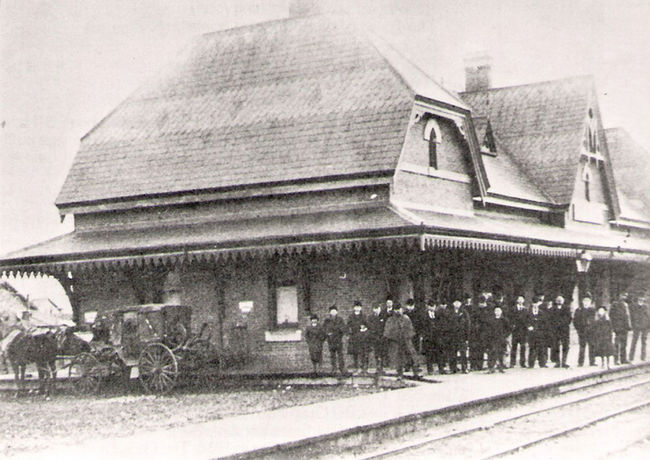
La gare, avant 1883, lorsqu'elle était encore sous le chemin de fer Great Western Railway

La gare est construite en 1879, "un bon exemple de gare standard du GWR". Le bâtiment en briques d'un étage et demi se trouve dans une zone commerciale mixte, au sud du centre-ville de Chatham-Kent. Elle est produit de  Joseph Hobson, ingénieur en chef de la GWR. Construite en style style néo-gothique, la gare garde un lien avec "le hangar à marchandises adjacent, dont la conception gothique et la construction de brique sont similaires". Elle est désignée Gare ferroviaire patrimoniale du Canada depuis 1995 .

## Service des voyageurs

### Desserte
Chatham est desservie par des trains intercités de Via Rail Canada.